# ASKAP
ASKAP (англ. Australian Square Kilometer Array Pathfinder, «прокладач шляху для австралійського масиву площею квадратний кілометр») — група радіотелескопів, розташована в Мерчисонській радіоастрономічній обсерваторії в Австралії.
Проєкт виник як демонстрація технологій для проєкту Square Kilometre Array, майбутнього радіотелескопа, який має стати більшим і чутливішим. Місце ASKAP було обрано одним із двох головних місць розташування SKA.
Телескопом управляє Організація наукових і промислових досліджень Співдружності і є частиною Австралійського національного телескопа. Будівництво розпочалося наприкінці 2009 року, а перше світло телескоп отримав у жовтні 2012 року.
ASKAP складається з 36 ідентичних параболічних антен, кожна діаметром 12 м, які працюють разом як один радіоінтерферометр із загальною збиральною площею приблизно 4000 м2. Приймач кожної параболічної антени є фазованою антенною решіткою окремих фідерів, що значно збільшує поле зору. Така конструкція забезпечує як швидку швидкість зйомки, так і високу чутливість.

## Опис
Розробкою та будівництвом ASKAP керувала Організація наукових і промислових досліджень Співдружності у співпраці з вченими та інженерами з Нідерландів, Канади та США, а також промисловими партнерами у Китаї та колегами з австралійських університетів.

## Конструкція
Виготовлення та монтаж антен завершили в червні 2012 року.
ASKAP був розроблений як синоптичний телескоп із широким полем огляду, широкою спектральною смугою пропускання, високою швидкістю огляду та великою кількістю одночасно використовуваних базових ліній. Найбільшою технічною проблемою було проєктування та конструювання новітніх приймачів, створених за принципом фазованих антенних решіток, а також рекордно висока для радіотелескопів швидкість передачі даних.

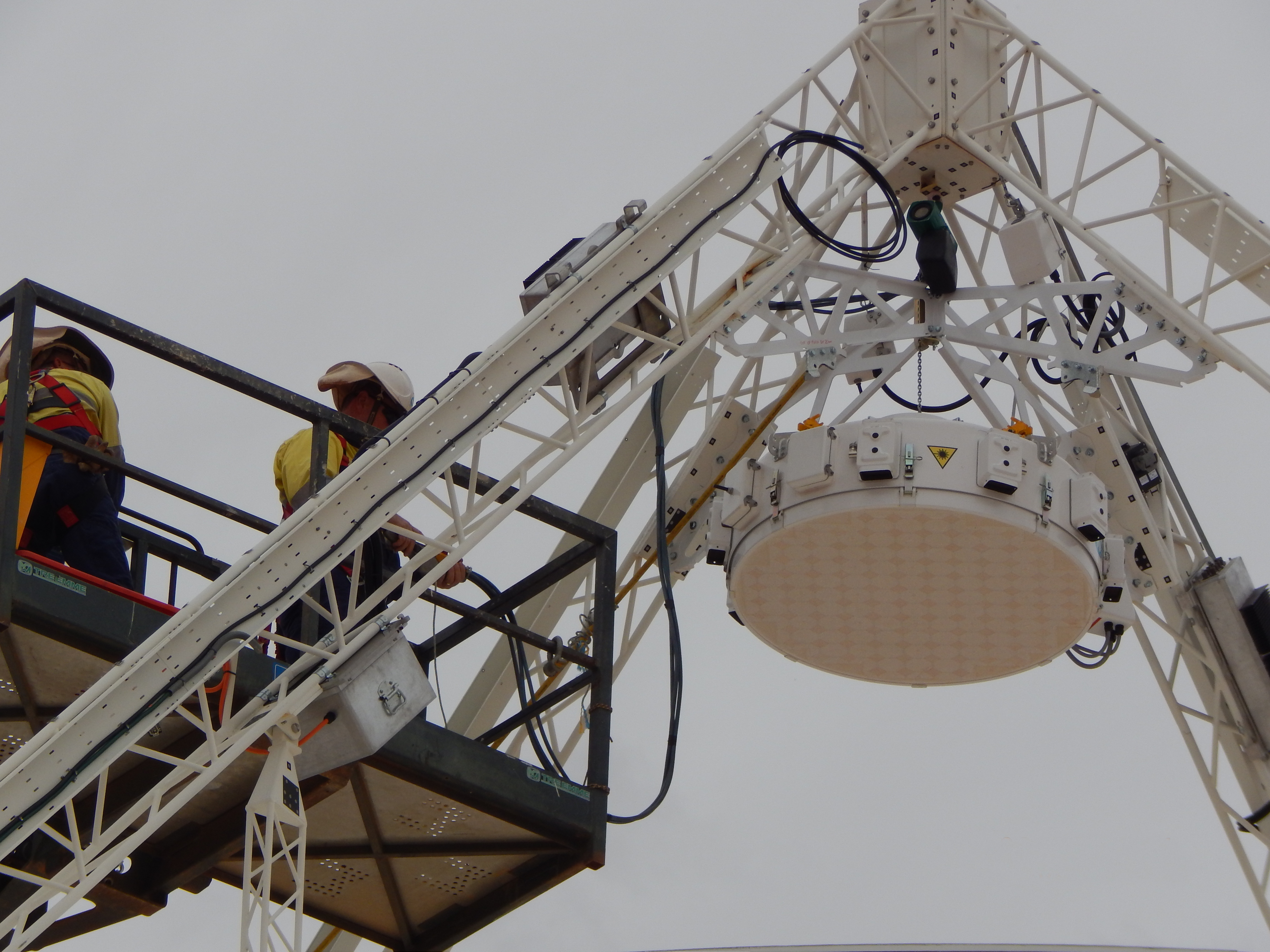
Встановлення на антену ASKAP масиву зі 188 дрібних приймачів, який дає загальне поле зору 30 квадратних градусів.

ASKAP знаходиться в районі Мерчисон у Західній Австралії, регіоні, який є надзвичайно радіотихим через низьку щільність населення та, як наслідок, відсутність антропогенних радіоперешкод, здатних завадити слабким астрономічним сигналам. Радіотихе місце охороняється урядом Австралії та урядом штату Західна Австралія за допомогою ряду регуляторних заходів.
Дані з ASKAP передаються з Мерчисонської радіоастрономічної обсерваторії на суперкомп'ютер у суперкомп'ютерному центрі Позі в Перті, який працює як радіокорелятор. Дані обробляються майже в реальному часі конвеєрним процесором, на якому працює спеціально створене програмне забезпечення. Усі дані стають загальнодоступними після перевірки якості десятьма дослідницькими науковими групами ASKAP.

## Оглядові наукові проєкти

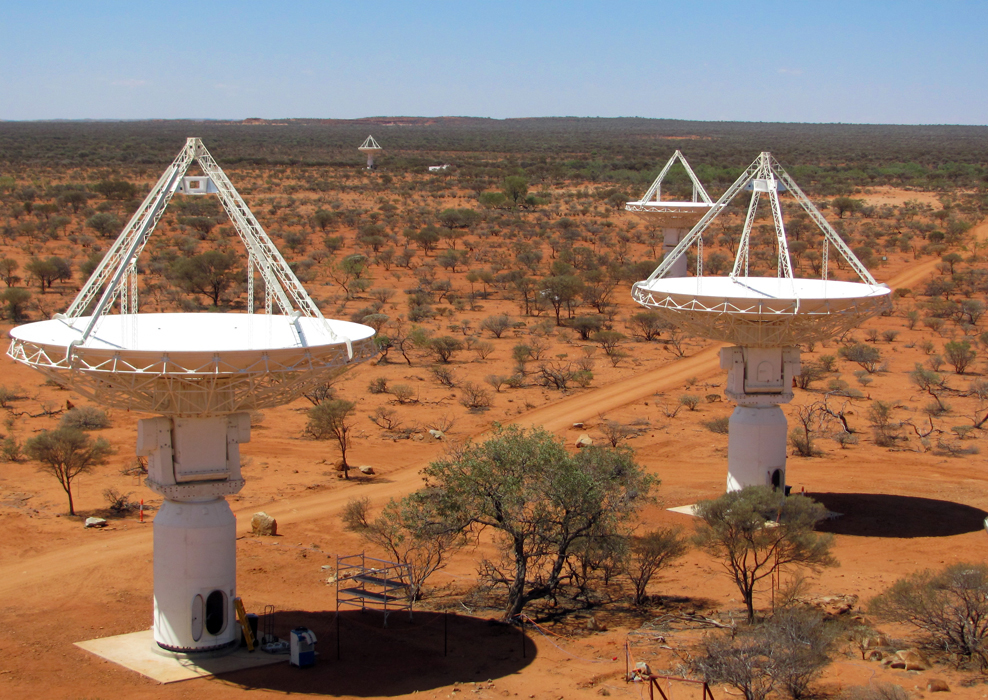
Антени ASKAP у 2010 році

Протягом перших п'яти років повноцінної роботи ASKAP принаймні 75 % часу спостережень має використовуватись для великих оглядових проєктів. ASKAP призначений для вивчення таких тем:
1. Утворення галактик і еволюція газу в локальному Всесвіті за допомогою позагалактичних досліджень HI
2. Еволюція, формування та популяції галактик упродовж космічного часу за допомогою оглядів високої роздільної здатності
3. Характеристика радіотранзієнтів шляхом виявлення та моніторингу швидкоплинних і змінних джерел
4. Еволюція магнітних полів у галактиках за допомогою поляризаційних оглядів

Для виконання протягом перших п'яти років роботи були обрані десять дослідницьких наукових проєктів ASKAP:

### Найвищий пріоритет
- EMU: Evolutionary Map of the Universe, еволюційна карта Всесвіту[14][15]
- WALLABY: Widefield ASKAP L-Band Legacy All-Sky Blind Survey, широкопольний спадковий сліпий огляд всього неба L-діапазоні[16][17]

### Нижчий пріоритет
- COAST: Compact Objects with ASKAP: Surveys and Timing, компактні об'єкти з ASKAP: дослідження та визначення часу
- CRAFT: The Commensal Real-time ASKAP Fast Transients survey, симбіотичний огляд швидких транзієнтів ASKAP у реальному часі
- DINGO: Deep Investigations of Neutral Gas Origins, глибокі дослідження походження нейтрального газу[18]
- FLASH: The First Large Absorption Survey in HI, перше велике дослідження поглинання в HI[19]
- GASKAP: The Galactic ASKAP Spectral Line Survey, галактичний огляд спектральних ліній ASKAP[20]
- POSSUM: Polarization Sky Survey of the Universe's Magnetism, поляризаційний огляд магнетизму Всесвіту по всьому небу[21]
- VAST: An ASKAP Survey for Variables and Slow Transients, огляд ASKAP змінних і повільних транзієнтів[22]
- VLBI: The High Resolution Components of ASKAP: Meeting the Long Baseline Specifications for the SKA, компоненти високої роздільної здатності ASKAP: відповідність специфікаціям довгих базових ліній для SKA

## Будівельно-експлуатаційна фаза

### Будівництво
Будівництво ASKAP розпочато у 2009 році.

### Boolardy Engineering Test Array
Після того, як шість антен були завершені та обладнані фазованою решіткою та серверною електронікою, решітка була названа BETA (Boolardy Engineering Test Array). BETA працювала з березня 2014 року по лютий 2016 року. Це був перший радіотелескоп із синтезом апертури, який використовував технологію фазованої решітки у фідерних приймачах, що дозволяло формувати до дев'яти променів подвійної поляризації. За допомогою BETA була проведена серія астрономічних спостережень, щоб перевірити роботу каналів фазованої решітки, а також допомогти пізніше ввести в експлуатацію телескоп ASKAP.

### Вдосконалення конструкції
Перший прототип фідера з фазованою решіткою підтвердив, що концепція працює, але їх продуктивність не була оптимальною. У 2013—2014 роках, поки масив BETA працював, проєкт ASKAP був перероблений для підвищення продуктивності. Основними змінами були:
1. Удосконалення конструкції приймача, щоб забезпечити нижчу температуру системи, яка буде приблизно постійною по всій смузі пропускання приймача.
2. Заміна мікросхеми FPGA в цифровому процесорі на швидші мікросхеми з меншим енергоспоживанням.
3. Заміна системи водяного охолодження у фідерних фазованих решітках на більш надійні елементи Пельтьє.
4. Заміна коаксіальних кабелів як способу передачі сигналу від антен на конструкцію з перетворенням радіосигналів на оптичні сигнали для подальшої передачі через оптичне волокно.
5. Заміна складної системи перетворення радіочастотного сигналу на систему прямої дискретизації.

Хоча ці зміни затримали завершення ASKAP, вони виправдовувалися тим, що отримана конструкція мала кращу продуктивність, меншу вартість і вищу надійність. Перша вдосконалена фідерна фазована решітка була встановлена в серпні 2014 року. До квітня 2016 року встановили дев'ять вдосконалених фідерних фазованих решіток разом із новим корелятором, і протягом наступних кількох років фідерні фазовані решітки поступово встановлювали на решту антен.

### Початок роботи
З 2015 по 2019 роки ASKAP виконав серію ранніх наукових спостережень з метою демонстрації та оцінки його спостережних можливостей.
У 2019—2020 роках пройшли пілотні огляди за пропозиціями всіх 10 наукових проєктів. Вони привели до значних астрофізичних результатів, включаючи відкриття дивних радіокіл.
Основні спостереження за 10 науковими проєктами мали розпочатися у 2022 році.

### RACS
З 2019 по 2020 рік ASKAP провів швидке дослідження всього неба до схилення +40°, щоб створити неглибоку модель радіонеба й цим допомогти у калібруванні наступних глибоких досліджень. Це дослідження отримало назву RACS (Rapid ASKAP Continuum Survey, швидкий огляд континууму за допомогою ASKAP). За чутливістю (0,2—0,4 мДж/промінь) і роздільною здатністю (15—25 кутових секунд), RACS значно перевершує аналогічні радіоогляди, такі як NVSS і SUMMS. Усі отримані дані будуть розміщені у відкритому доступі. За 300 годин спостережень огляд наніс на карту три мільйони галактик, мільйон з яких є новими.

### Відкриття
У травні 2020 року астрономи оголосили про вимірювання параметрів міжгалактичного середовища за допомогою шести швидких радіосплесків, спостережених за допомогою ASKAP. Результати підтвердили існуючі вимірювання проблеми відсутніх баріонів.
Дивні радіокола — це можливий новий клас астрономічних об'єктів, виявлений на ASKAP.